# Tour du Haut-Var 2014
La 46e édition du Tour du Haut-Var a eu lieu du 22 au 23 février 2014. La course fait partie du calendrier UCI Europe Tour 2014 en catégorie 2.1.
L'épreuve a été remportée par le Colombien Carlos Betancur (AG2R La Mondiale), vainqueur de la première étape, douze secondes devant son coéquipier le Français Samuel Dumoulin et avec le même écart sur un autre Français Amaël Moinard (BMC Racing) quant à lui vainqueur de la deuxième étape devant Betancur,,,,.
Betancur, impressionnant sur l'épreuve, remporte également le classement par points et sa formation française AG2R La Mondiale s'impose dans le classement par équipes avec notamment trois de leurs coureurs dans les six premiers du général. Le Français Florian Guillou (Bretagne-Séché Environnement) finit meilleur grimpeur alors que son compatriote Émilien Viennet (FDJ.fr) remporte le prix du meilleur jeune.

## Présentation
La course se déroule sur deux jours comme c'est le cas depuis l'édition de 2009 ce qui la rend si particulière.

### Parcours
,,,

### Équipes
Classé en catégorie 2.1 de l'UCI Europe Tour, le Tour du Haut-Var est par conséquent ouvert aux UCI ProTeams dans la limite de 50 % des équipes participantes, aux équipes continentales professionnelles, aux équipes continentales et aux équipes nationales.
L'organisateur a communiqué la liste des équipes invitées le 17 janvier 2014,. 18 équipes participent à ce Tour du Haut-Var - 7 ProTeams, 6 équipes continentales professionnelles et 5 équipes continentales :
| Nom de l'équipe  | Pays        | Code |
| ---------------- | ----------- | ---- |
| AG2R La Mondiale | France      | ALM  |
| BMC Racing       | États-Unis  | BMC  |
| Europcar         | France      | EUC  |
| FDJ.fr           | France      | FDJ  |
| Giant-Shimano    | Pays-Bas    | GIA  |
| Movistar         | Espagne     | MOV  |
| Sky              | Royaume-Uni | SKY  |

| Nom de l'équipe              | Pays     | Code |
| ---------------------------- | -------- | ---- |
| Bretagne-Séché Environnement | France   | BSE  |
| Cofidis                      | France   | COF  |
| Colombia                     | Colombie | COL  |
| IAM                          | Suisse   | IAM  |
| Wanty-Groupe Gobert          | Belgique | WGG  |

| Nom de l'équipe         | Pays        | Code |
| ----------------------- | ----------- | ---- |
| BigMat-Auber 93         | France      | BIG  |
| Differdange-Losch       | Luxembourg  | CCD  |
| La Pomme Marseille 13   | France      | LPM  |
| Raleigh                 | Royaume-Uni | RAL  |
| Roubaix Lille Métropole | France      | RLM  |
| Verandas Willems        | Belgique    | WIL  |

### Favoris
,,,,,,,,

## Étapes
| Étape     | Date       | Villes étapes                          |  | Distance (km) | Vainqueur d’étape | Leader du classement général |
| --------- | ---------- | -------------------------------------- |  | ------------- | ----------------- | ---------------------------- |
| 1re étape | 22 février | Le Cannet-des-Maures - La Croix-Valmer |  | 149,1         | Carlos Betancur   | Carlos Betancur              |
| 2e étape  | 23 février | Draguignan - Draguignan                |  | 203,4         | Amaël Moinard     | Carlos Betancur              |

## Déroulement de la course

### 1reétape
18 équipes inscrivent 8 coureurs sauf les formations française Cofidis et belge Wanty-Groupe Gobert qui n'en comptent que 7 chacune. De plus un coureur est non-partant avant le début de l'épreuve : le Belge Gaëtan Bille (Verandas Willems). 141 coureurs sont donc au départ de la course,,,,.
|    | Coureur           | Équipe                       |    | Temps           |
| -- | ----------------- | ---------------------------- | -- | --------------- |
| 1  | Carlos Betancur   | AG2R La Mondiale             | en | 3 h 42 min 00 s |
| 2  | John Degenkolb    | Giant-Shimano                | +  | 0 s             |
| 3  | Samuel Dumoulin   | AG2R La Mondiale             |    | 0 s             |
| 4  | Armindo Fonseca   | Bretagne-Séché Environnement |    | 3 s             |
| 5  | Mikaël Cherel     | AG2R La Mondiale             |    | 3 s             |
| 6  | Cyril Gautier     | Europcar                     |    | 3 s             |
| 7  | Francisco Ventoso | Movistar                     |    | 3 s             |
| 8  | Cadel Evans       | BMC Racing                   |    | 3 s             |
| 9  | Maxime Vantomme   | Roubaix Lille Métropole      |    | 3 s             |
| 10 | Jérôme Pineau     | IAM                          |    | 6 s             |

|    | Coureur           | Équipe                       |    | Temps           |
| -- | ----------------- | ---------------------------- | -- | --------------- |
| 1  | Carlos Betancur   | AG2R La Mondiale             | en | 3 h 42 min 00 s |
| 2  | John Degenkolb    | Giant-Shimano                | +  | 0 s             |
| 3  | Samuel Dumoulin   | AG2R La Mondiale             |    | 0 s             |
| 4  | Armindo Fonseca   | Bretagne-Séché Environnement |    | 3 s             |
| 5  | Mikaël Cherel     | AG2R La Mondiale             |    | 3 s             |
| 6  | Cyril Gautier     | Europcar                     |    | 3 s             |
| 7  | Francisco Ventoso | Movistar                     |    | 3 s             |
| 8  | Cadel Evans       | BMC Racing                   |    | 3 s             |
| 9  | Maxime Vantomme   | Roubaix Lille Métropole      |    | 3 s             |
| 10 | Jérôme Pineau     | IAM                          |    | 6 s             |

### 2eétape
,,,,
|    | Coureur                     | Équipe                       |    | Temps           |
| -- | --------------------------- | ---------------------------- | -- | --------------- |
| 1  | Amaël Moinard               | BMC Racing                   | en | 5 h 23 min 30 s |
| 2  | Carlos Betancur             | AG2R La Mondiale             | +  | 0 s             |
| 3  | Émilien Viennet             | FDJ.fr                       |    | 10 s            |
| 4  | Cadel Evans                 | BMC Racing                   |    | 12 s            |
| 5  | Armindo Fonseca             | Bretagne-Séché Environnement |    | 12 s            |
| 6  | Egoitz García               | Cofidis                      |    | 12 s            |
| 7  | Reinardt Janse van Rensburg | Giant-Shimano                |    | 12 s            |
| 8  | Andrey Amador               | Movistar                     |    | 12 s            |
| 9  | Mark Christian              | Raleigh                      |    | 12 s            |
| 10 | Miguel Ángel Rubiano        | Colombia                     |    | 12 s            |

|    | Coureur         | Équipe                       |    | Temps           |
| -- | --------------- | ---------------------------- | -- | --------------- |
| 1  | Carlos Betancur | AG2R La Mondiale             | en | 9 h 05 min 30 s |
| 2  | Samuel Dumoulin | AG2R La Mondiale             | +  | 12 s            |
| 3  | Amaël Moinard   | BMC Racing                   |    | 12 s            |
| 4  | Armindo Fonseca | Bretagne-Séché Environnement |    | 15 s            |
| 5  | Cadel Evans     | BMC Racing                   |    | 15 s            |
| 6  | Mikaël Cherel   | AG2R La Mondiale             |    | 15 s            |
| 7  | Cyril Gautier   | Europcar                     |    | 15 s            |
| 8  | Émilien Viennet | FDJ.fr                       |    | 16 s            |
| 9  | Jérôme Pineau   | IAM                          |    | 18 s            |
| 10 | Andrey Amador   | Movistar                     |    | 18 s            |

## Classements finals

### Classement général
|    | Cycliste        | Pays       | Équipe                       |    | Temps           |
| -- | --------------- | ---------- | ---------------------------- | -- | --------------- |
| 1  | Carlos Betancur | Colombie   | AG2R La Mondiale             | en | 9 h 05 min 30 s |
| 2  | Samuel Dumoulin | France     | AG2R La Mondiale             | +  | 12 s            |
| 3  | Amaël Moinard   | France     | BMC Racing                   |    | 12 s            |
| 4  | Armindo Fonseca | France     | Bretagne-Séché Environnement |    | 15 s            |
| 5  | Cadel Evans     | Australie  | BMC Racing                   |    | 15 s            |
| 6  | Mikaël Cherel   | France     | AG2R La Mondiale             |    | 15 s            |
| 7  | Cyril Gautier   | France     | Europcar                     |    | 15 s            |
| 8  | Émilien Viennet | France     | FDJ.fr                       |    | 16 s            |
| 9  | Jérôme Pineau   | France     | IAM                          |    | 18 s            |
| 10 | Andrey Amador   | Costa Rica | Movistar                     |    | 18 s            |

### Classements annexes
|   | Cycliste        | Équipe                       | Points |
| - | --------------- | ---------------------------- | ------ |
| 1 | Carlos Betancur | AG2R La Mondiale             | 45     |
| 2 | Armindo Fonseca | Bretagne-Séché Environnement | 26     |
| 3 | Amaël Moinard   | BMC Racing                   | 25     |

|   | Cycliste         | Équipe                       | Points |
| - | ---------------- | ---------------------------- | ------ |
| 1 | Florian Guillou  | Bretagne-Séché Environnement | 24     |
| 2 | Rodolfo Torres   | Colombia                     | 22     |
| 3 | Rémy Di Grégorio | La Pomme Marseille 13        | 15     |

|   | Cycliste        | Équipe                  |    | Temps           |
| - | --------------- | ----------------------- | -- | --------------- |
| 1 | Émilien Viennet | FDJ.fr                  | en | 9 h 05 min 46 s |
| 2 | Mark Christian  | Raleigh                 | +  | 5 s             |
| 3 | Jimmy Turgis    | Roubaix Lille Métropole |    | 5 s             |

|   | Équipe           | Pays    |    | Temps            |
| - | ---------------- | ------- | -- | ---------------- |
| 1 | AG2R La Mondiale | France  | en | 27 h 16 min 57 s |
| 2 | Movistar         | Espagne | +  | 24 s             |
| 3 | IAM              | Suisse  |    | 27 s             |

## Évolution des classements
| Étape              | Vainqueur          | Classement général | Classement par points | Classement de la montagne | Classement du meilleur jeune | Classement par équipes |
| ------------------ | ------------------ | ------------------ | --------------------- | ------------------------- | ---------------------------- | ---------------------- |
| 1                  | Carlos Betancur    | Carlos Betancur    | Carlos Betancur       | Florian Guillou           | Émilien Viennet              | AG2R La Mondiale       |
| 2                  | Amaël Moinard      | Carlos Betancur    | Carlos Betancur       | Florian Guillou           | Émilien Viennet              | AG2R La Mondiale       |
| Classements finals | Classements finals | Carlos Betancur    | Carlos Betancur       | Florian Guillou           | Émilien Viennet              | AG2R La Mondiale       |

## Liste des participants
- Liste de départ complète

| Légende | Légende                                                                                                  | Légende | Légende                                                                                         |
| ------- | --- | ------- | ----------------------------------------------------------------------------------------------- |
| Num     | Dossard de départ porté par le coureur sur ce Tour du Haut-Var                                           | Pos     | Position finale au classement général                                                           |
|         | Indique le vainqueur du classement général                                                               |         | Indique le vainqueur du classement par points                                                   |
|         | Indique le vainqueur du classement de la montagne                                                        |         | Indique le vainqueur du classement du meilleur jeune                                            |
|         | Indique un maillot de champion national ou mondial, suivi de sa spécialité                               | #       | Indique la meilleure équipe                                                                     |
| NP      | Indique un coureur qui n'a pas pris le départ d'une étape, suivi du numéro de l'étape où il s'est retiré | AB      | Indique un coureur qui n'a pas terminé une étape, suivi du numéro de l'étape où il s'est retiré |
| HD      | Indique un coureur qui a terminé une étape hors des délais, suivi du numéro de l'étape                   | *       | Indique un coureur en lice pour le maillot blanc (coureurs nés après le 1er janvier 1990)       |

| FDJ.fr FDJ | FDJ.fr FDJ                    | FDJ.fr FDJ |
| ---------- | ----------------------------- | ---------- |
| Num        | Coureur                       | Pos        |
| 1          | Arthur Vichot (FRA) (Route)   | AB-2       |
| 2          | Arnaud Courteille (FRA)       | 59e        |
| 3          | Johan Le Bon (FRA)            | 57e        |
| 4          | Anthony Geslin (FRA)          | 42e        |
| 5          | Émilien Viennet (FRA)         | 8e         |
| 6          | Anthony Roux (FRA)            | 73e        |
| 7          | Jussi Veikkanen (FIN) (Route) | 51e        |
| 8          | Pierrick Fédrigo (FRA)        | 34e        |

| Movistar MOV | Movistar MOV            | Movistar MOV |
| ------------ | ----------------------- | ------------ |
| Num          | Coureur                 | Pos          |
| 11           | Igor Antón (ESP)        | 23e          |
| 12           | Andrey Amador (CRC)     | 10e          |
| 13           | John Gadret (FRA)       | 15e          |
| 14           | Enrique Sanz (ESP)      | AB-2         |
| 15           | Sylwester Szmyd (POL)   | AB-2         |
| 16           | Dayer Quintana (COL)    | 48e          |
| 17           | Francisco Ventoso (ESP) | 40e          |
| 18           | Jasha Sütterlin (GER)   | AB-2         |

| Sky SKY | Sky SKY                  | Sky SKY |
| ------- | ------------------------ | ------- |
| Num     | Coureur                  | Pos     |
| 21      | Ian Boswell (GBR)        | 85e     |
| 22      | Christopher Sutton (AUS) | 81e     |
| 23      | Nathan Earle (AUS)       | 12e     |
| 24      | Joshua Edmondson (GBR)   | AB-2    |
| 25      | Sebastián Henao (COL)    | 32e     |
| 26      | Christian Knees (GER)    | 78e     |
| 27      | Salvatore Puccio (ITA)   | 27e     |
| 28      | Gabriel Rasch (NOR)      | 98e     |

| BMC Racing BMC | BMC Racing BMC             | BMC Racing BMC |
| -------------- | -------------------------- | -------------- |
| Num            | Coureur                    | Pos            |
| 31             | Cadel Evans (AUS)          | 5e             |
| 32             | Brent Bookwalter (USA)     | 33e            |
| 33             | Thor Hushovd (NOR) (Route) | 65e            |
| 34             | Samuel Sánchez (ESP)       | 37e            |
| 35             | Amaël Moinard (FRA)        | 3e             |
| 36             | Steve Morabito (SUI)       | 66e            |
| 37             | Lawrence Warbasse (USA)    | 71e            |
| 38             | Manuel Quinziato (ITA)     | 70e            |

| AG2R La Mondiale # ALM | AG2R La Mondiale # ALM  | AG2R La Mondiale # ALM |
| ---------------------- | ----------------------- | ---------------------- |
| Num                    | Coureur                 | Pos                    |
| 41                     | Carlos Betancur (COL)   | 1er                    |
| 42                     | Maxime Bouet (FRA)      | 53e                    |
| 43                     | Mikaël Cherel (FRA)     | 6e                     |
| 44                     | Samuel Dumoulin (FRA)   | 2e                     |
| 45                     | Hubert Dupont (FRA)     | 60e                    |
| 46                     | Lloyd Mondory (FRA)     | 102e                   |
| 47                     | Alexis Vuillermoz (FRA) | 17e                    |
| 48                     | Alexis Gougeard (FRA)   | AB-2                   |

| Giant-Shimano GIA | Giant-Shimano GIA                 | Giant-Shimano GIA |
| ----------------- | --------------------------------- | ----------------- |
| Num               | Coureur                           | Pos               |
| 51                | John Degenkolb (GER)              | 38e               |
| 52                | Bert De Backer (BEL)              | 88e               |
| 53                | Lawson Craddock (USA)             | 105e              |
| 54                | Roy Curvers (NED)                 | 69e               |
| 55                | Reinardt Janse van Rensburg (RSA) | 26e               |
| 56                | Ramon Sinkeldam (NED)             | 75e               |
| 57                | Tom Stamsnijder (NED)             | 100e              |
| 58                | Albert Timmer (NED)               | 76e               |

| Europcar EUC | Europcar EUC              | Europcar EUC |
| ------------ | ------------------------- | ------------ |
| Num          | Coureur                   | Pos          |
| 61           | Pierre Rolland (FRA)      | 74e          |
| 62           | Giovanni Bernaudeau (FRA) | 79e          |
| 63           | Cyril Gautier (FRA)       | 7e           |
| 64           | Tony Hurel (FRA)          | 72e          |
| 65           | Bryan Nauleau (FRA)       | 47e          |
| 66           | Davide Malacarne (ITA)    | AB-2         |
| 67           | Angélo Tulik (FRA)        | 45e          |
| 68           | Jérôme Cousin (FRA)       | 68e          |

| IAM | IAM                          | IAM  |
| --- | ---------------------------- | ---- |
| Num | Coureur                      | Pos  |
| 71  | Sylvain Chavanel (FRA) (Clm) | 19e  |
| 72  | Stefan Denifl (AUT)          | 36e  |
| 73  | Jonathan Fumeaux (SUI)       | 14e  |
| 74  | Gustav Larsson (SWE) (Clm)   | 86e  |
| 75  | Jérôme Pineau (FRA)          | 9e   |
| 76  | Sébastien Reichenbach (SUI)  | 13e  |
| 77  | Patrick Schelling (SUI)      | 49e  |
| 78  | Marcel Wyss (SUI)            | AB-2 |

| Cofidis COF | Cofidis COF               | Cofidis COF |
| ----------- | ------------------------- | ----------- |
| Num         | Coureur                   | Pos         |
| 81          | Christophe Laporte (FRA)* | AB-2        |
| 82          | Christophe Le Mével (FRA) | 83e         |
| 83          | Romain Hardy (FRA)        | AB-2        |
| 84          | Gert Jõeäär (EST)         | 101e        |
| 85          | Romain Lemarchand (FRA)   | 84e         |
| 86          | Rudy Molard (FRA)         | 55e         |
| 87          | Egoitz García (ESP)       | 25e         |
| 88          |                           |             |

| La Pomme Marseille 13 LPM | La Pomme Marseille 13 LPM | La Pomme Marseille 13 LPM |
| ------------------------- | ------------------------- | ------------------------- |
| Num                       | Coureur                   | Pos                       |
| 91                        | Rémy Di Grégorio (FRA)    | 29e                       |
| 92                        | Julien Antomarchi (FRA)   | 31e                       |
| 93                        | Antoine Lavieu (FRA)      | 92e                       |
| 94                        | Domingos Gonçalves (POR)  | 46e                       |
| 95                        | Justin Jules (FRA)        | AB-2                      |
| 96                        | Thomas Rostollan (FRA)    | 104e                      |
| 97                        | Grégoire Tarride (FRA)    | 52e                       |
| 98                        | Thomas Vaubourzeix (FRA)  | 97e                       |

| Bretagne-Séché Environnement BSE | Bretagne-Séché Environnement BSE | Bretagne-Séché Environnement BSE |
| -------------------------------- | -------------------------------- | -------------------------------- |
| Num                              | Coureur                          | Pos                              |
| 101                              | Brice Feillu (FRA)               | 30e                              |
| 102                              | Florian Guillou (FRA)            | 41e                              |
| 103                              | Florian Vachon (FRA)             | 91e                              |
| 104                              | Arnaud Gérard (FRA)              | 54e                              |
| 105                              | Armindo Fonseca (FRA)            | 4e                               |
| 106                              | Eduardo Sepúlveda (ARG)*         | 21e                              |
| 107                              | Benoît Jarrier (FRA)             | 44e                              |
| 108                              | Clément Koretzky (FRA)           | 43e                              |

| Wanty-Groupe Gobert WGG | Wanty-Groupe Gobert WGG   | Wanty-Groupe Gobert WGG |
| ----------------------- | ------------------------- | ----------------------- |
| Num                     | Coureur                   | Pos                     |
| 111                     | Frederik Backaert (BEL)   | 62e                     |
| 112                     | Tim De Troyer (BEL)       | 90e                     |
| 113                     | Jérôme Gilbert (BEL)      | AB-2                    |
| 114                     |                           |                         |
| 115                     | Michel Kreder (NED)       | 16e                     |
| 116                     | Marco Minnaard (NED)      | 56e                     |
| 117                     | Fréderique Robert (BEL)   | AB-2                    |
| 118                     | James Vanlandschoot (BEL) | 61e                     |

| BigMat-Auber 93 BIG | BigMat-Auber 93 BIG        | BigMat-Auber 93 BIG |
| ------------------- | -------------------------- | ------------------- |
| Num                 | Coureur                    | Pos                 |
| 121                 | Flavien Dassonville (FRA)* | AB-2                |
| 122                 | Frédéric Brun (FRA)        | 82e                 |
| 123                 | Steven Tronet (FRA)        | 50e                 |
| 124                 | Pierre Gouault (FRA)*      | AB-2                |
| 125                 | Dimitri Le Boulch (FRA)    | AB-1                |
| 126                 | Stéphane Rossetto (FRA)    | 22e                 |
| 127                 | Théo Vimpère (FRA)*        | 94e                 |
| 128                 | Yannis Yssaad (FRA)        | AB-2                |

| Raleigh RAL | Raleigh RAL           | Raleigh RAL |
| ----------- | --------------------- | ----------- |
| Num         | Coureur               | Pos         |
| 131         | Joseph Perrett (GBR)* | AB-2        |
| 132         | Liam Stones (GBR)*    | AB-2        |
| 133         | George Atkins (GBR)*  | AB-1        |
| 134         | Ian Wilkinson (GBR)   | 63e         |
| 135         | Matthieu Boulo (FRA)  | 24e         |
| 136         | Yanto Barker (GBR)    | AB-1        |
| 137         | Evan Oliphant (GBR)   | AB-2        |
| 138         | Mark Christian (GBR)* | 18e         |

| Roubaix Lille Métropole RLM | Roubaix Lille Métropole RLM | Roubaix Lille Métropole RLM |
| --------------------------- | --------------------------- | --------------------------- |
| Num                         | Coureur                     | Pos                         |
| 141                         | Maxime Vantomme (BEL)       | 39e                         |
| 142                         | Timothy Dupont (BEL)        | 77e                         |
| 143                         | Julien Duval (FRA)*         | AB-2                        |
| 144                         | Quentin Jauregui (FRA)*     | AB-2                        |
| 145                         | Rudy Kowalski (FRA)*        | 58e                         |
| 146                         | Romain Pillon (FRA)*        | AB-2                        |
| 147                         | Jean-Lou Paiani (FRA)       | 96e                         |
| 148                         | Jimmy Turgis (FRA)*         | 20e                         |

| Verandas Willems WIL | Verandas Willems WIL         | Verandas Willems WIL |
| -------------------- | ---------------------------- | -------------------- |
| Num                  | Coureur                      | Pos                  |
| 151                  | Gaëtan Bille (BEL)           | NP-1                 |
| 152                  | Willem Wauters (BEL)         | AB-2                 |
| 153                  | Floris Smeyers (BEL)*        | 93e                  |
| 154                  | Niels Vandyck (BEL)          | 103e                 |
| 155                  | Nicolas Vereecken (BEL)      | AB-2                 |
| 156                  | Jean-Albert Carnevali (BEL)* | 89e                  |
| 157                  | Walt De Winter (BEL)*        | 99e                  |
| 158                  | Olivier Pardini (BEL)        | 64e                  |

| Colombia COL | Colombia COL               | Colombia COL |
| ------------ | -------------------------- | ------------ |
| Num          | Coureur                    | Pos          |
| 161          | Miguel Ángel Rubiano (COL) | 11e          |
| 162          | Jeffry Romero (COL)        | NP-2         |
| 163          | Jarlinson Pantano (COL)    | 28e          |
| 164          | Darwin Pantoja (COL)*      | AB-2         |
| 165          | Jonathan Paredes (COL)     | 95e          |
| 166          | Fabio Duarte (COL)         | 35e          |
| 167          | Edward Díaz (COL)*         | AB-2         |
| 168          | Rodolfo Torres (COL)       | 87e          |

| Differdange-Losch CCD | Differdange-Losch CCD       | Differdange-Losch CCD |
| --------------------- | --------------------------- | --------------------- |
| Num                   | Coureur                     | Pos                   |
| 171                   | Damien Garcia (FRA)         | AB-2                  |
| 172                   | César Bihel (FRA)           | AB-2                  |
| 173                   | Johan Coenen (BEL)          | 80e                   |
| 174                   | Luboš Pelánek (CZE)         | AB-2                  |
| 175                   | Corrado Lampa (ITA)*        | 67e                   |
| 176                   | Kevin Suarez (BEL)          | AB-2                  |
| 177                   | Rubén Menéndez (ESP)        | AB-2                  |
| 178                   | Sebastiano Frassetto (ITA)* | AB-2                  |